# Consonne roulée rétroflexe voisée
La consonne roulée rétroflexe voisée est un son consonantique assez peu fréquent dans les langues parlées. Le symbole dans l'alphabet phonétique international n'est pas encore défini, mais nombre de transcriptions utilisent le symbole de la consonne battue correspondante [ɽ] avec une liaison sur une consonne sans battement. Ce symbole représente un [r] dont le bas de la hampe se termine en crochet vers la droite. Dans l'API, le [r] représente une consonne roulée.
Bien que la langue se place d'abord en position rétroflexe sous-apicale, le roulement implique la pointe de la langue qui se déplace en avant vers la bordure alvéolaire ; cela signifie que le battement rétroflexe confère une coloration à une voyelle précédente, similaire à l'effet produit par les autres consonnes rétroflexes, mais la vibration elle-même n'est guère différente de celle d'un battement alvéolaire. Aussi, la transcription [ɽ͡r] semble appropriée pour la noter.

## Caractéristiques
Voici les caractéristiques de la consonne roulée rétroflexe voisée :
- Son mode d'articulation est roulé, ce qui signifie qu’elle est produite par la vibration de l'organe d'articulation.
- Son point d’articulation est rétroflexe, ce qui signifie qu'elle est articulée avec la pointe de la langue retournée contre le palais.
- Sa phonation est voisée, ce qui signifie que les cordes vocales vibrent lors de l’articulation.
- C'est une consonne orale, ce qui signifie que l'air ne s’échappe que par la bouche.
- C'est une consonne centrale, ce qui signifie qu’elle est produite en laissant l'air passer au-dessus du milieu de la langue, plutôt que par les côtés.
- Son mécanisme de courant d'air est égressif pulmonaire, ce qui signifie qu'elle est articulée en poussant l'air par les poumons et à travers le chenal vocatoire, plutôt que par la glotte ou la bouche.

## En français
Le français ne possède pas le [ɽ͡r].

## Autres langues
Quelques langues prononcent le [ɽ͡r], dont la langue dravidienne toda, et les linguistes la notent parfois phonologiquement comme un simple /ɽ/ en indiquant là seulement le battement.
Le wintu est une autre langue possédant une roulée (apico-)rétroflexe, où la langue le palait dur (celle-ci n'est pas sous-apicale comme en toda). La consonne roulée rétroflexe a un allophone battu rétroflexe, quand elle est prononcée en position intervocalique.
Quelques langues semblent avoir des affriquées roulées, comme le mapudungun, le malgache et le fidjien. Cependant l'articulation exacte est beaucoup moins claire dans leur description. En fidjien par exemple, certaines recherches ont révélé que le son écrit dr est légèrement roulé, mais habituellement réalisé par une occlusive post-alvéolaire [n̠d̠]. En mapudungun, le son écrit tr est si fortement rétroflexe, qu'il produit également une articulation rétroflexe aux consonnes /l/ et /r/ qui suivent la voyelle suivante. Dans les dialectes du sud, cela varie entre /ʈɽ/ et /ʈʂ/, mais il n’est pas évident que le symbole /ɽ/ représente un roulement ou une fricative non sibilante.